# مارک واکس
مارک واکس (انگلیسی: Marc Wachs؛ زادهٔ ۱۰ ژوئیهٔ ۱۹۹۵) بازیکن فوتبال اهل آلمان است.
از باشگاه‌هایی که در آن بازی کرده‌است می‌توان به باشگاه فوتبال اسنابروک اشاره کرد.